# Giuseppe Francesco Borri
Giuseppe Francesco Borri (även Borro eller den latinska formen Burrhus), född 4 maj 1627 i Milano, död 20 augusti 1695 i Rom, var en italiensk alkemist.
Borri uppfostrades i ett jesuitseminarium men fick fly för inkvisitionen då han ville stifta en ny sekt, dömdes som kättare och brändes in effigie 1661. Efter att ha flackat omkring i olika länder bosatte han sig i Amsterdam, där han sysslade med läkekonst och alkemi, kom sedan i drottning Kristinas tjänst men flydde 1667 till Danmark efter att ha bedragit henne på mycket pengar. Borri, som hade stor förmåga att imponera på dem han kom i beröring med, steg högt i gunst hos Fredrik III, arbetade i Köpenhamn som alkemist först på det gamla laboratoriet i Rosenborg Have men byggde sedan själv en "filosofisk ugn". Efter kungens död flydde Borri från Danmark, greps och fördes till Rom, där han dömdes till livstids fängelse.